# Sopwith 1½ Strutter
 Sopwith 1½ Strutter  a fost un avion militar britanic construit de către Fabrica de avioane Sopwith. A fost folosit ca avion de vânătoare, escortă, recunoaștere (observare) și bombardament ușor în timpul  Primului Război Mondial.
Avionul Sopwith 1½ Strutter s-a aflat în înzestrarea escadrilelor din organica Corpului Aerian din Armata României, începând cu campania din anul 1917 când aceste aparate au fost primite din Marea Britanie. : Anexa 10 :pp. 85-125

## Principii constructive
Sopwith 1½ Strutter a fost proiectat într-o configurație biplan cu aripi cu anvergură egală, având elice tractivă (dispusă în fața motorului). Motorul era de tip Clerget, cu nouă cilindri în stea, răcit cu apă, de 130 CP. Avionul avea ampenaje clasice, cu un stabilizator dispus în partea posterioară și o direcție. Carlinga, care conținea motorul și spațiul pentru echipaj, era integrată în fuzelaj, dispus între aripa superioară și inferioară. Trenul de aterizare era format din două roți simple în față și o bechie cu patină în spate. Avionul era destinat pentru misiuni de vânătoare, bombardament și recunoaștere, fiind dotat cu o mitralieră de bord. :pp. 89-92